# کریستیان برکل
کریستیان برکل (انگلیسی: Christian Berkel؛ زادهٔ ۲۸ اکتبر ۱۹۵۷) هنرپیشه اهل آلمان است. وی از سال ۱۹۷۷ میلادی تاکنون مشغول فعالیت بوده‌است.
از فیلم‌هایی که وی در آن نقش داشته است، می‌توان به سقوط، حرامزاده‌های لعنتی، والکیری، کتاب سیاه، آزمایش، شعله و لیمو و تخم مار اشاره کرد.